# Berlinhafen

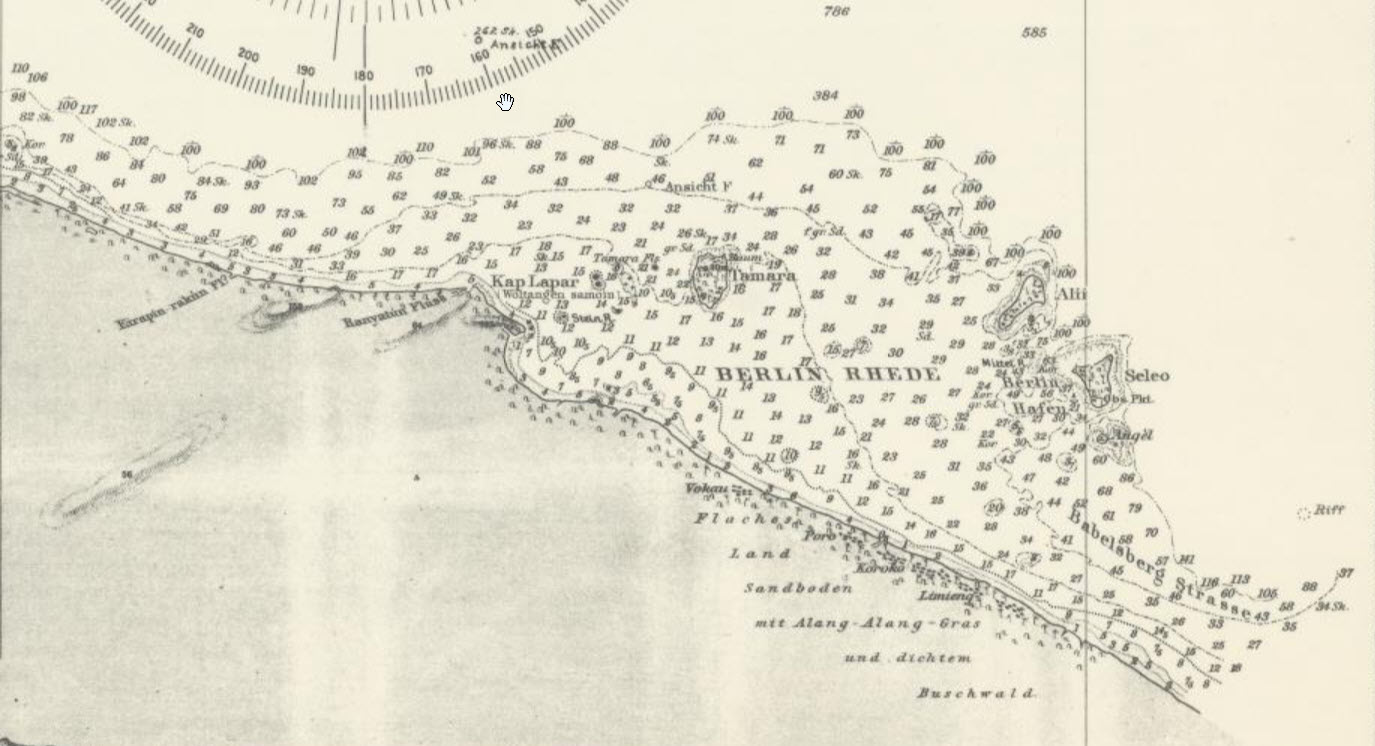
Berlin Rehde – Ausschnitt einer Karte des Reichsmarineamtes von 1901

Berlinhafen (auch Berlinreede bzw. Berlin Rhede) war eine (heute nicht mehr gebräuchliche bzw. nicht offizielle) Bezeichnung für eine Bucht an der Nordküste von Papua-Neuguinea. Die Bucht wird heute als Berlin Harbour bezeichnet.

## Geschichte
Ihren kolonialen Namen erhielt die Bucht durch Otto Finsch im Mai 1885 während seiner Reise auf der Samoa entlang der Küste Neuguineas.
Berlinhafen war während der deutschen Kolonialzeit ein Zentrum der Koprawirtschaft. Die Neuguinea-Kompanie und selbständige Pflanzer besaßen in der Gegend Kokospalmplantagen.
1903 wurde dann in Berlinhafen die katholische Missionsstation Sankt Anna der Steyler Mission gegründet. Die Missionsstation entwickelte sich wirtschaftlich schnell.
Der Norddeutsche Lloyd lief Berlinhafen mit seinem Reichspostdampfer Manila für die Übernahme der Kopra aus den Kokosplantagen regelmäßig an.
Seit 1907 war an der Küste von Berlinhafen auch der Verwaltungssitz der Station Eitapé (heute Aitape) gelegen, der im Bezirk Friedrich-Wilhelmshafen in Kaiser-Wilhelmsland, dem deutschen Teil der Insel Neuguinea lag.